# Brazil International 2003
Die Brazil International 2003 (auch São Paulo International 2003 genannt) im Badminton fanden vom 9. bis zum 12. Oktober 2003 in São Paulo statt.

## Sieger und Platzierte
| Disziplin    | Gold                              | Silber                            | Bronze                         |
| ------------ | --------------------------------- | --------------------------------- | ------------------------------ |
| Herreneinzel | Shoji Sato                        | Toru Matsumoto                    | Arturo Ruiz López              |
| Herreneinzel | Shoji Sato                        | Toru Matsumoto                    | Richard Vaughan                |
| Dameneinzel  | Miho Tanaka                       | Kelly Morgan                      | Bing Huang                     |
| Dameneinzel  | Miho Tanaka                       | Kelly Morgan                      | Jody Patrick                   |
| Herrendoppel | José Antonio Crespo Sergio Llopis | Howard Bach Kevin Han             | Matthew Hughes Martyn Lewis    |
| Herrendoppel | José Antonio Crespo Sergio Llopis | Howard Bach Kevin Han             | Manuel Dubrulle Mihail Popov   |
| Damendoppel  | Helen Nichol Charmaine Reid       | Felicity Gallup Joanne Muggeridge | Sandra Jimeno Doriana Rivera   |
| Damendoppel  | Helen Nichol Charmaine Reid       | Felicity Gallup Joanne Muggeridge | Denyse Julien Anna Rice        |
| Mixed        | José Antonio Crespo Dolores Marco | Matthew Hughes Joanne Muggeridge  | Philippe Bourret Denyse Julien |
| Mixed        | José Antonio Crespo Dolores Marco | Matthew Hughes Joanne Muggeridge  | Mike Beres Jody Patrick        |